# Jaime de Jaraíz
Jaime de Jaraíz (Jaraíz de la Vera (Cáceres), 23 de abril de 1934 - Madrid, 4 de septiembre de 2007) fue un pintor y músico español.

## Biografía
Nace el 23 de abril de 1934 en la calle que lleva su nombre de Jaraíz de la Vera (Cáceres) en el seno de una familia en la que no existían precedentes artísticos con el nombre de Jaime García Sánchez. Desde muy niño comenzará a interesarse por el dibujo, reproduciendo de forma incansable los espacios, elementos y personas que le rodean. En 1950, consigue el Primer Premio en el “Primer Certamen de Pintura” organizado por la Caja de Ahorros de Plasencia con la obra Alegría y vino. Dos años más tarde se le encargará una obra religiosa de grandes dimensiones para la iglesia de San Miguel de su pueblo natal, de la que solo se conserva el boceto titulado Aparición de la Virgen de Fátima a los pastorcillos. El éxito obtenido en el pueblo con esta obra propició que el alcalde de Jaraíz de la Vera le facilitara una beca que le permitió viajar a la capital provincial y prepararse en pocos meses para la prueba de acceso a la Escuela de Bellas Artes de San Fernando en Madrid, lo que superaría sin dificultad. 
Durante su estancia en Madrid, sus visitas al Museo del Prado son continuas y su formación se complementa con la asistencia a las clases libres del Círculo de Bellas Artes. Conocerá a artistas como Eugenio Hermoso, Aniceto Marinas, Benjamín Palencia o Zabaleta y compartirá aula, entre 1953 y 1958, con autores de la talla de Manuel Alcorto, Alfredo Alcaín, Antonio Zarco, Isabel Villar, Vicente Vela y el extremeño Santiago Morato. En 1959 viajará a París, pero será el periplo de 1960 por la geografía italiana el que marcará su personalidad artística con el gusto por el desnudo y las maternidades y la búsqueda de la belleza. En ese momento decide también cambiar su nombre por el de Jaime de Jaraíz,  formalizándolo legalmente para él y sus descendientes.
Después de sus primeras exposiciones en Madrid y gracias a los contactos realizados, pronto consigue exponer en el extranjero: Estocolmo en 1963, Johannesburgo y Pretoria en 1966, Texas en 1967, New York, Dallas y Los Ángeles en 1968, consiguiendo establecer unas relaciones comerciales con marchantes estadounidenses que se prolongarán hasta el año 1974. En 1975 Jaime de Jaraíz consigue dar un espaldarazo a su carrera dentro del ámbito español con la exposición en la madrileña Sala Eureka, de la que se convertirá en asiduo durante la segunda mitad de los años setenta. 
En Extremadura había sido homenajeado en su pueblo natal en el año 1976, convirtiéndose en hijo predilecto de Jaraíz en 1979, año en el que la Diputación cacereña adquiere su obra Transfiguración lumínica; pero fue en 1980 cuando el pintor vuelve a su tierra con su buen hacer, siendo el artista encargado de inaugurar la Sala de exposiciones “El Brocense” de la Diputación de Cáceres. El 22 de mayo de 1983 será nombrado académico de la Real Academia de las Letras y las Artes de Extremadura por unanimidad de sus miembros, siendo leído su discurso de ingreso, Un pintor se confiesa, que es un compendio de su posicionamiento ideológico sobre la pintura, el 6 de mayo de 1984 en la Iglesia del Monasterio de Yuste. 
Numerosas son las instituciones que poseen obras emblemáticas del pintor, como las Diputaciones extremeñas, la Asamblea de Extremadura, la Fundación Academia Europea de Yuste o el Real Monasterio de Santa María de Guadalupe, siendo Jaime de Jaraíz uno de los artistas presentes en el Pabellón Extremeño de la Exposición Universal de Sevilla del año 1992. 
Con el cambio de siglo y tras cincuenta años de vida dedicado a la pintura, Jaime de Jaraíz decide recopilar parte de su producción pictórica y los textos más importantes realizados por poetas, escritores, críticos, historiadores del Arte, periodistas, amigos todos, que a lo largo de su vida y desde el corazón le han dedicado unas líneas. La unión de ambos elementos dio como resultado la obra escrita Jaime de Jaraíz. Un clásico del siglo XX, editado por la fundación que lleva su nombre y en cuya realización invirtió cinco años de su vida. En 2005 la Diputación de Badajoz organizó una exposición antológica con más de un centenar de sus obras en el Museo provincial de Bellas Artes.
El estilo de Jaime de Jaraíz ha transitado desde el academicismo estético hasta la pura abstracción, siempre en la ávida búsqueda de una personalidad propia en la pintura que encontró a finales de los años sesenta con la investigación, descubrimiento y utilización de una técnica que él ha definido como “divisionismo cromático” y que le ha proporcionado el acabado más característico de sus obras. 
Influido por pintores extremeños como Luis de Morales o Francisco de Zurbarán, e italianos como Leonardo da Vinci, Rafael o Botticelli, su pintura se llena de paños blancos, imágenes maternales, niños y desnudos sensuales que caracterizan su temática universal poblada de veladuras y místicas luminosidades.

## Exposiciones
| Ciudad                                      | País           | Año  |
| ------------------------------------------- | -------------- | ---- |
| Estocolmo                                   | Suecia         | 1963 |
| Johannesburgo                               | Sudáfrica      | 1966 |
| Pretoria                                    | Sudáfrica      | 1966 |
| Texas                                       | Estados Unidos | 1967 |
| Nueva York                                  | Estados Unidos | 1968 |
| Dallas                                      | Estados Unidos | 1968 |
| Los Ángeles                                 | Estados Unidos | 1968 |
| Madrid                                      | España         | 1975 |
| Exposición Universal de Sevilla             | España         | 1992 |
| Museo Provincial de Bellas Artes de Badajoz | España         | 2005 |

- Datos: Q9010634
- Multimedia: Jaime de Jaraíz / Q9010634